# Pterostichus hatchi
Pterostichus hatchi es una especie de escarabajo terrestre del género Pterostichus, categorizada en la tribu Pterostichini, de la subfamilia Harpalinae. Fue descrita por Hacker en 1968.

## Distribución
Se distribuye por América del Norte: Estados Unidos.